# Luís Roberto Barroso
Luís Roberto Barroso (Vassouras, 11 de março de 1958) é um jurista, professor e magistrado brasileiro. Atualmente é ministro do Supremo Tribunal Federal (STF), tendo sido o 61° presidente do tribunal de 2023 a 2025. Também foi o 53° presidente do Tribunal Superior Eleitoral (TSE) de 2020 a 2022.
Formado em direito pela Universidade do Estado do Rio de Janeiro (UERJ), é mestre pela Universidade Yale e doutor pela UERJ, tendo realizado estudos de pós-doutorado na Harvard Law School. É professor titular de direito constitucional e livre docente na UERJ. Leciona também na Universidade de Brasília e no programa de pós-graduação em direito do Centro Universitário de Brasília.
Tornou-se conhecido por seu trabalho acadêmico voltado ao direito público, bem como por sua atuação como advogado em casos de grande repercussão perante o Supremo Tribunal Federal, tais como a defesa da pesquisa com células tronco embrionárias, da união entre pessoas do mesmo sexo e da proibição do nepotismo. Além de ter exercido a advocacia privada a partir de 1981, foi também procurador do Estado do Rio de Janeiro desde 1985 até sua indicação para o cargo de ministro do STF pela presidente Dilma Rousseff em 2013.
É considerado um jurista de visões liberais e progressistas.

## Atuação

### Atividade acadêmica e docente
Barroso nasceu em Vassouras, mas ainda criança mudou-se para o Rio de Janeiro. É neto de judeus gregos que vieram para a América do Sul na década de 1920 e se estabeleceram inicialmente em Montevidéu, onde sua mãe viveu até os 17 anos e militou no movimento sionista local. Seu pai foi promotor de justiça e sua mãe, advogada.
Formou-se bacharel em direito pela Universidade do Estado do Rio de Janeiro (UERJ) em 1980. Simultaneamente cursou, por dois anos e meio, graduação em administração e economia pela Pontifícia Universidade Católica do Rio de Janeiro (PUC-RJ), sem a concluir. Durante o curso de direito da UERJ, atuou no movimento estudantil e foi um dos fundadores do Centro Acadêmico Luiz Carpenter.
Tornou-se mestre (Master of Laws) pela Yale Law School (Estados Unidos) em 1989 e doutor pela UERJ em 2008. Em 2011, realizou estudos de pós-doutorado como pesquisador visitante na Universidade de Harvard.
Atua voltado ao direito público, especialmente teoria constitucional, direito constitucional contemporâneo, interpretação constitucional, controle de constitucionalidade, direito constitucional econômico, administrativo e regulação. Barroso é professor da Faculdade de Direito da UERJ desde 1982, sendo livre docente desde 1990 e professor titular de Direito Constitucional desde 1995. Também é professor visitante da Universidade de Brasília desde 2009. Foi professor visitante da Universidade de Poitiers (França) em fevereiro de 2010, e da Universidade de Breslávia (Polônia) em outubro de 2009.
Foi um dos criadores do programa de pós-graduação em Direito Público da UERJ, um dos mais reconhecidos do Brasil e de onde saíram muitos nomes de sucesso no Direito Constitucional brasileiro.
Barroso tem sido convidado a palestrar em diversas universidades no Brasil e no exterior, incluindo nas prestigiadas New York University School of Law, nos Estados Unidos, e London School of Economics e Oxford University, na Inglaterra.
Considerado como politicamente de esquerda, Barroso indica como suas influências Georg Wilhelm Friedrich Hegel e Norberto Bobbio. Afirmou, porém, que progressivamente abandonou a ideia de que o Estado deve ter protagonismo na economia.

### Advocacia

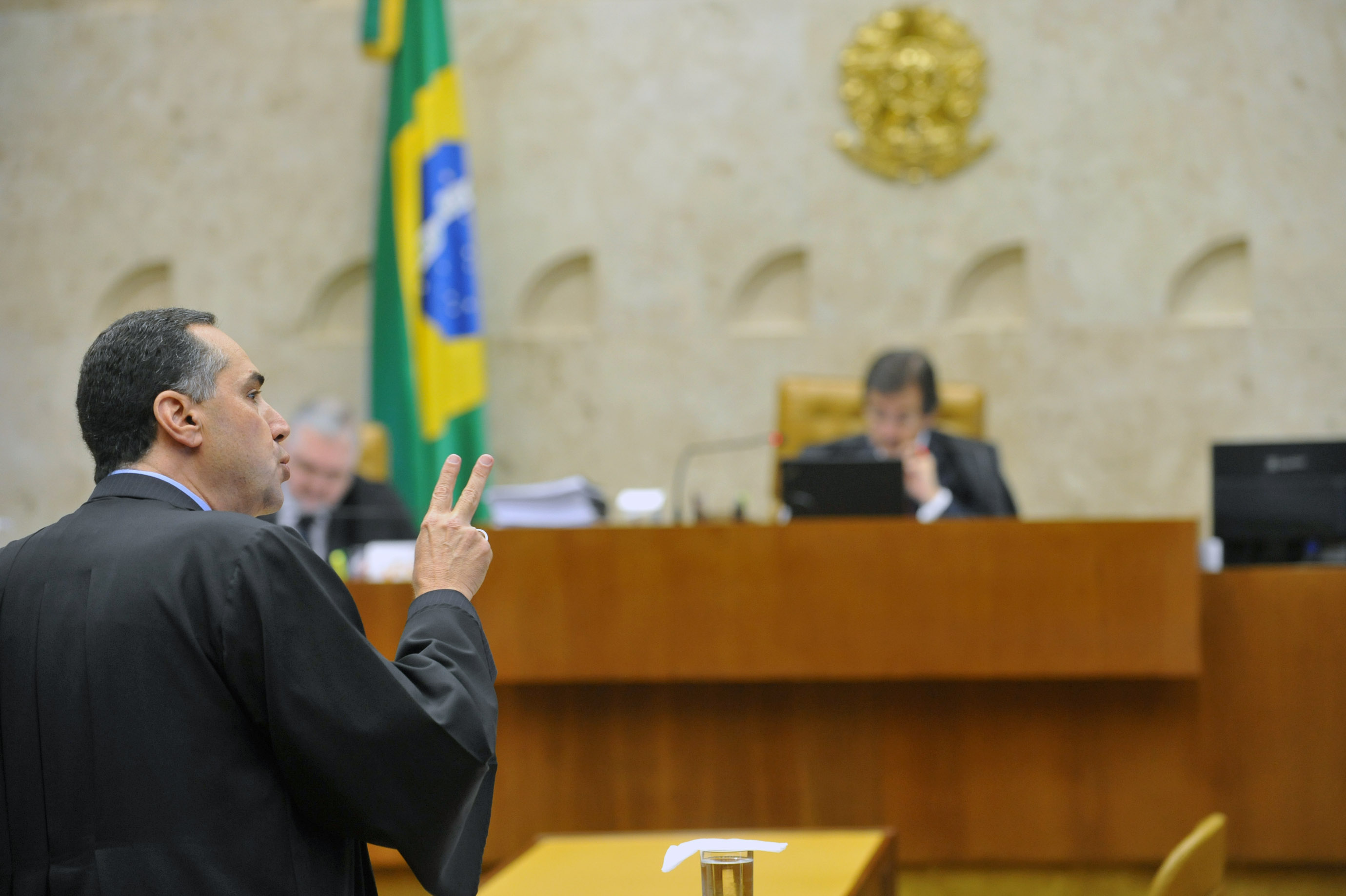
O advogado da Confederação Nacional dos Trabalhadores na Saúde, Luís Roberto Barroso, fala durante sessão do STF sobre aborto de anencéfalos.

Barroso ficou conhecido por sua atuação, como advogado, em casos de grande repercussão perante o STF. Entre eles, destacam-se: defesa das pesquisas com células tronco embrionárias, defesa da equiparação das uniões homoafetivas às uniões estáveis tradicionais, defesa da interrupção da gestação de fetos anencefálicos e defesa da proibição do nepotismo no Poder Judiciário. Também foi advogado do militante da esquerda Cesare Battisti, condenado por assassinato e terrorismo na Itália, num caso de grande projeção internacional. Sua banca de advocacia chegou a ser considerada uma das mais importantes do país.
Além de sócio em seu escritório de advocacia, iniciado em 1981, Barroso foi procurador do estado do Rio de Janeiro (tendo sido o 1º colocado no concurso público de provas e títulos) desde 1985 até sua indicação ao Supremo Tribunal Federal em 2013. Também foi assessor jurídico da Secretaria de Justiça do Rio de Janeiro, na gestão do secretário Eduardo Seabra Fagundes, durante o primeiro governo de Leonel Brizola.
Foi membro do Conselho de Defesa dos Direitos da Pessoa Humana (2000-2005) e de diversas comissões do Ministério da Justiça e do Senado Federal que elaboraram anteprojetos de leis, como os que resultaram na criação das leis 9.868/99, que dispõe sobre a ação direta de inconstitucionalidade e a ação declaratória de constitucionalidade, e 12.016/09, que trata sobre o mandado de segurança. Em 2012, participou de comissão constituída no âmbito do Senado que elaborou diversas propostas para equacionar problemas do federalismo fiscal brasileiro.

## Supremo Tribunal Federal

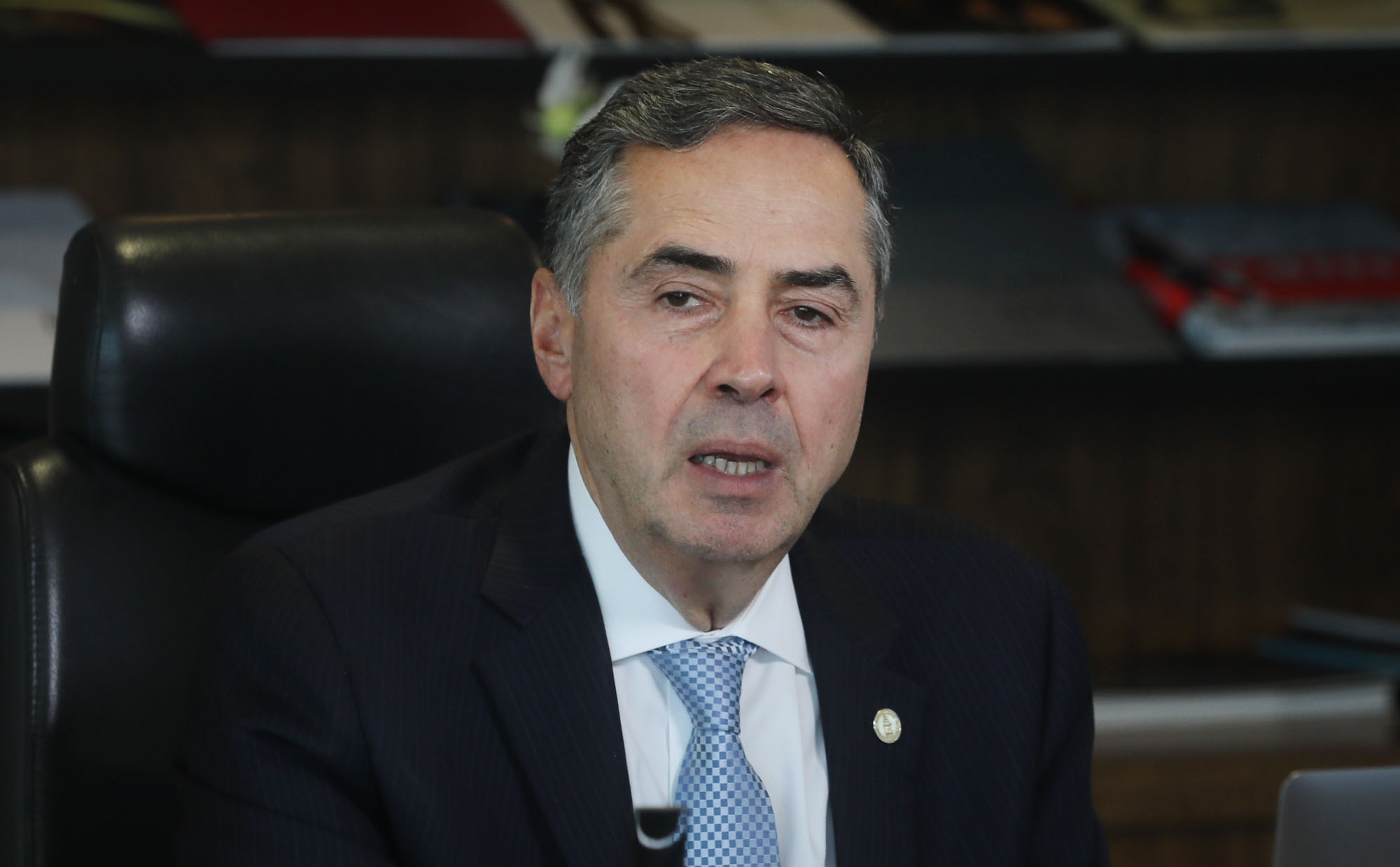
Luís Roberto Barroso em 2020

### Indicação e sabatina
Em 23 de maio de 2013, a presidente da República, Dilma Rousseff, indicou-o para ocupar a vaga aberta pela aposentadoria do ministro Carlos Ayres Britto no Supremo Tribunal Federal. Anteriormente, Barroso havia sido considerado como cotado para o cargo em outras ocasiões. Após ser sabatinado pelo Senado Federal, foi aprovado com 26 votos favoráveis e 1 contrário na Comissão de Constituição e Justiça e  59 votos favoráveis e 6 contrários no Plenário.
Na sabatina, um dos temas predominantes foi o ativismo judicial, sobre o qual Barroso defendeu que "quando o Legislativo atua, o Judiciário deve recuar, a menos que haja uma afronta evidente à Constituição. Quando o Legislativo não atua, mas existem interesses em jogo, o Judiciário deve atuar". Sobre o julgamento do mensalão, declarou que o posicionamento do STF foi mais duro do que costumava ser em decisões penais, sendo "um ponto fora da curva", mas recusou-se a opinar fora dos autos sobre questões que deveria apreciar enquanto membro do tribunal, tais como a possibilidade de serem cabíveis embargos infringentes em favor dos condenados nesse julgamento. Sobre a prerrogativa do Ministério Público de conduzir investigação, opinou que é possível, mas apenas excepcionalmente, não devendo ser a regra. Afirmou, também, que sua indicação teria ocorrido através do apoio dos advogados Beto Vasconcelos, então subchefe de assuntos jurídicos da Casa Civil da Presidência, e Sigmaringa Seixas, ex-deputado federal.

### Rito do processo deimpeachment
Em dezembro de 2015, o ministro Barroso apresentou voto, que foi seguido pela maioria da Suprema Corte naquele julgamento, no qual definiu o rito a ser seguido no processo de impeachment de Dilma Rousseff, proibindo candidaturas ou chapas avulsas e voto secreto na formação de comissão especial de impeachment e entendendo que o Senado pode recusar a denúncia autorizada pela Câmara dos Deputados.

### Concessão de indulto a José Dirceu

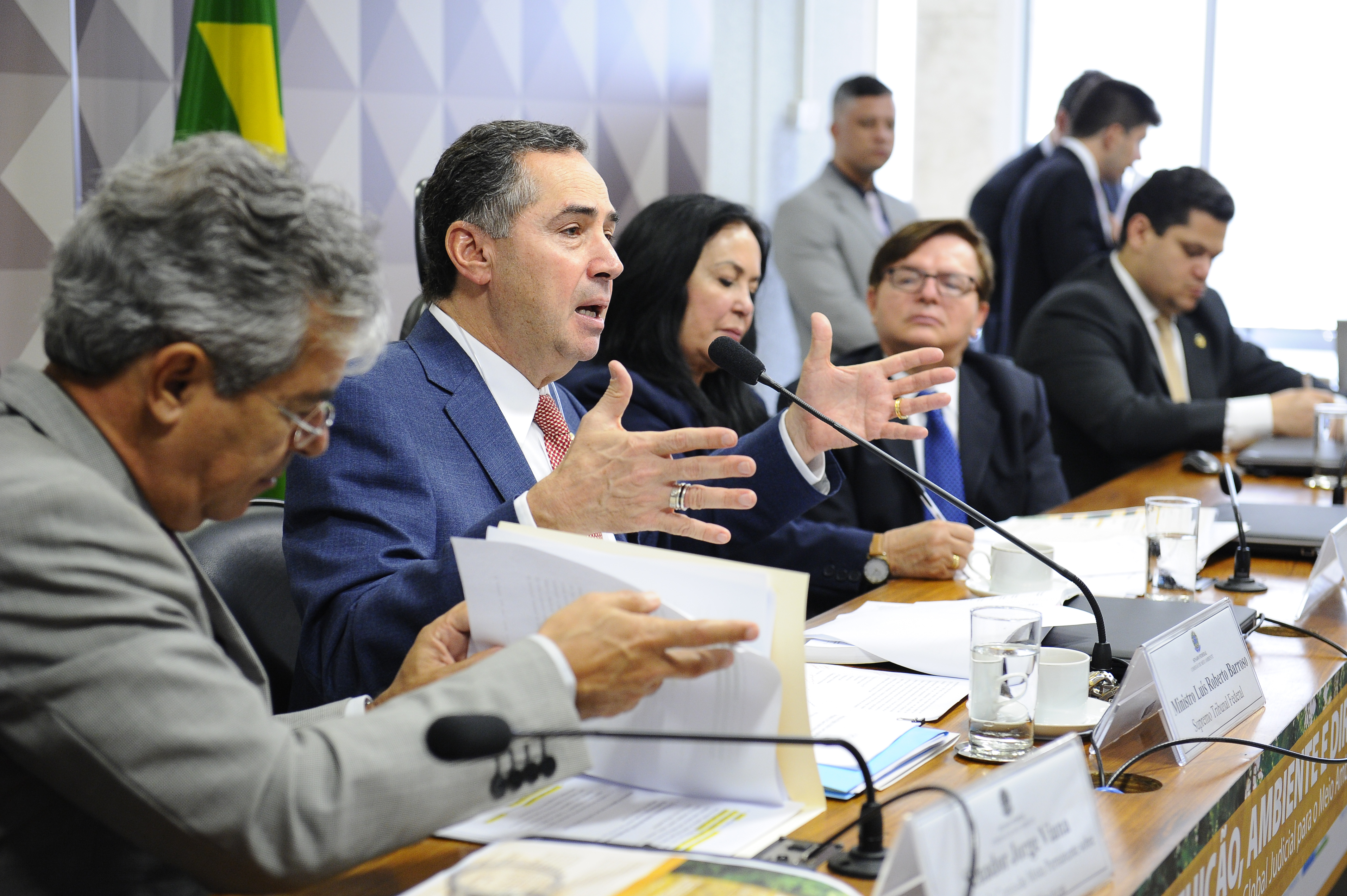
Comissão de Meio Ambiente do Senado (CMA) e a Comissão Mista Permanente sobre Mudanças Climáticas (CMMC) do Congresso Nacional, promovem um Colóquio Judicial para a América Latina e o Caribe sobre Constituições, Ambiente e Direitos Humanos.

Em 17 de outubro de 2016, concedeu perdão a José Dirceu na pena de 7 anos imposta pelo Mensalão. Em seu voto, disse:  "Entendo que o sentenciado preenche os requisitos objetivos e subjetivos, fixados de modo geral e abstrato pelo ato presidencial, para o gozo do benefício do indulto". Dirceu foi condenado a 20 anos pelo juiz Sergio Moro em outro processo, o que poderia evitar o perdão por má-conduta, mas Barroso decidiu que,  "(...) seja porque o condenado não praticou falta disciplinar de natureza grave nos doze meses anteriores contados retroativamente desde o dia 25.12.2015, seja porque a sentença condenatória superveniente diz respeito a condutas praticadas antes mesmo de iniciado o efetivo início do cumprimento de sua reprimenda, não vejo como negar a concessão do indulto."
No entanto, Dirceu permaneceu preso, em razão do mandado de prisão preventiva na Operação Lava Jato, sendo posteriormente solto pelo voto do ministro Gilmar Mendes.

### Aborto

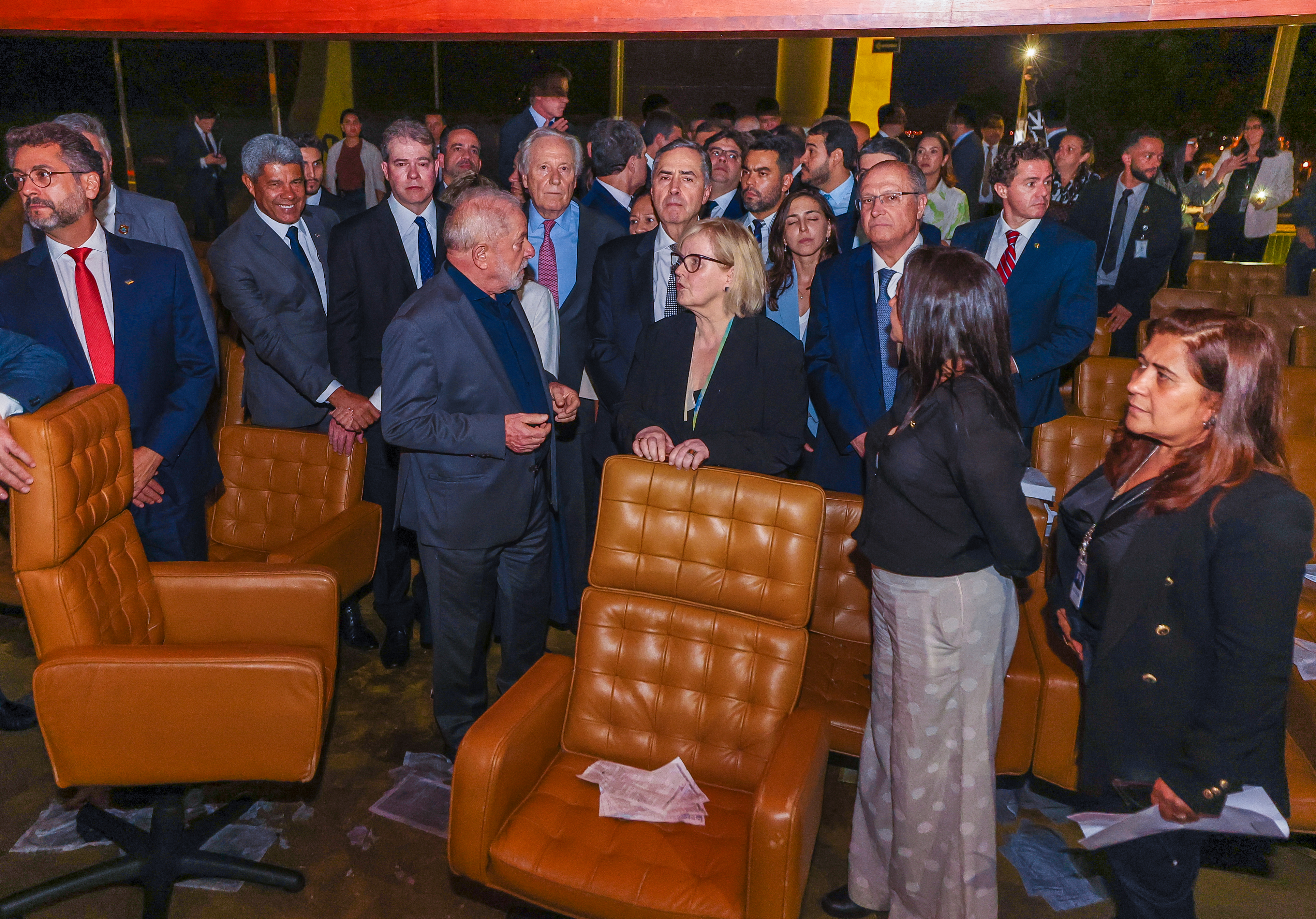
A ministra Rosa Weber e os ministros Luís Roberto Barroso e Dias Toffoli, acompanham o Presidente Lula, durante visita ao Supremo Tribunal Federal, após os ataques de 8 de janeiro de 2023.

No dia 29 de novembro de 2016, a Primeira Turma do STF, presidida pelo ministro Barroso, concedeu habeas corpus para revogar a prisão preventiva de funcionários de uma clínica que realizava abortos. Em seu voto, que foi seguido pelos ministros Edson Fachin e Rosa Weber, Barroso entendeu que não é crime a interrupção voluntária da gestação efetivada no primeiro trimestre, com base na legislação de outros países, e afirmou que, em temas moralmente divisivos, o Estado não pode tomar partido e impor uma visão, devendo permitir que as mulheres tenham o direito de escolher. Também fundamentou a decisão nos direitos sexuais e reprodutivos da mulher, na integridade física e psíquica da gestante, e na igualdade da mulher em relação ao homem. A decisão teve imediata repercussão na Câmara dos Deputados, que reagiu criando uma comissão para legislar em sentido contrário ao decidido pelo tribunal.

### Operação Lava Jato
Em 29 de março de 2018 o ministro Barroso autorizou a operação da Polícia Federal batizada Operação Skala com o propósito de coletar provas para o Inquérito dos Portos. Além de vinte mandatos de busca e apreensão, foram expedidos treze mandados de prisão temporária.

#### Operação Abafa
Em agosto de 2017, o ministro Barroso disse, em entrevista no programa Conversa com Bial ao apresentador Pedro Bial da Rede Globo, que existe uma "Operação abafa", cujo objetivo seria paralisar a Operação Lava Jato. Barroso disse ainda que: "a Lava-Jato é vítima de uma grande operação abafa, a sociedade tem que estar mobilizada. A Lava-Jato sobreviveu pela sociedade e pela imprensa. Há uma semente plantada, nunca mais será como antes". Ele destacou  a coragem do país em não "empurrar a poeira para debaixo do tapete" e em avançar com as investigações. "Talvez nenhum país no mundo tenha tido a coragem de fazer o que o Brasil está fazendo. Temos que aproveitar essa oportunidade com determinação. Vamos criar um país em que a integridade é o ponto de partida."

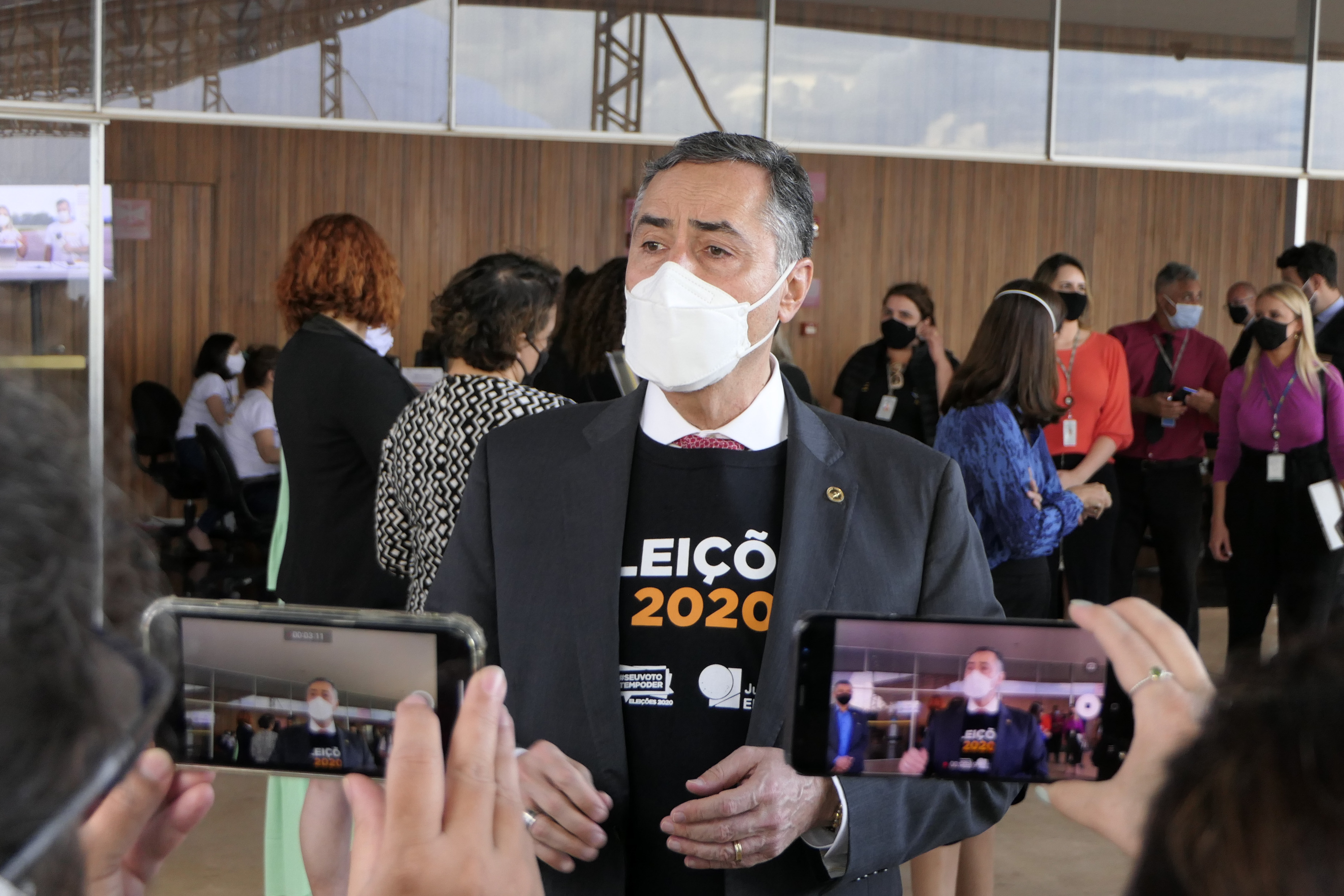
O presidente do Tribunal Superior Eleitoral, ministro Luís Roberto Barroso, visita o Centro de Divulgação das Eleições 2020 (CDE2020) e concede entrevista sobre o 1º turno da eleições municipais 2020 no Brasil

Anteriormente, em maio de 2017, Barroso já havia alertado que as críticas a delações premiadas da Operação Lava Jato são parte de uma "operação abafa" para desacreditar os delatores. Na opinião do ministro, as críticas ao instrumento servem para intimidar os colaboradores e impedir que contem o que sabem sobre crimes. No início de agosto de 2017, em participação em um simpósio de direito, o ministro afirmou que "A operação abafa é uma realidade visível e ostensiva no Brasil de hoje. Há muita resistência às mudanças que precisam ser feitas".
Em discussão na sessão plenária do dia 26 de outubro de 2017, Barroso acusou o também ministro Gilmar Mendes de ser leniente com os crimes de colarinho branco e de mudar de jurisprudência de acordo com o réu, em referência ao fato de Mendes haver concedido a soltura de vários presos na Operação Lava Jato.

#### Candidaturas avulsas
Com Barroso como relator, o STF reconheceu em 5 de outubro de 2017, a existência de repercussão geral em uma ação favorável à possibilidade de candidatos sem filiação partidária concorrerem em eleições majoritárias (presidente, governador, senador e prefeito).

## Obras

### Livros
- Sem Data Venia: Um Olhar Sobre o Brasil e o Mundo. Rio de Janeiro: Editora História Real, 2020.
- Constitucionalismo Democrático: a ideologia vitoriosa do século XX. Ribeirão Preto: Migalhas, 2019.
- Um outro país: transformações no direito, na ética e na agenda do Brasil. Rio de Janeiro: Editora Fórum, 2017.
- A Judicialização da Vida e o Papel do Supremo Tribunal Federal. Rio de Janeiro: Editora Fórum, 2017.
- Migalhas de Luís Roberto Barroso. São Paulo: Migalhas, 2016.
- A Vida, o Direito e Algumas Ideias para o Brasil. São Paulo: Migalhas, 2016.
- La dignidad de la persona humana en el derecho constitucional contemporáneo: La construcción de un concepto jurídico a la luz de la jurisprudencia mundial. 1. ed. Bogotá: Universidad Externado de Colombia, 2014 (tradução para o espanhol do artigo Here, there and everywhere: human dignity in contemporary law and in the transnational discourse).
- Direitos Sociais em debate. Rio de Janeiro: Campus/Elsevier, 2012.
- A Dignidade da Pessoa Humana no Direito Constitucional Contemporâneo: A Construção de um Conceito Jurídico à Luz da Jurisprudência Mundial. 1. ed. Belo Horizonte: Editora Forum, 2012 (tradução para o português do artigo Here, there and everywhere: human dignity in contemporary law and in the transnational discourse).
- O Novo Direito Constitucional Brasileiro: contribuições para a construção teórica e prática da jurisdição constitucional no Brasil. 1. ed. Belo Horizonte: Editora Forum, 2012.
- Doutrinas Essenciais Direito Constitucional. Rio de Janeiro: Editora Revista dos Tribunais, 2011. v. 7 (Organizador, junto a Clèmerson Merlin Clève).
- Curso de direito constitucional contemporâneo: os conceitos fundamentais e a construção do novo modelo. 1. ed. Rio de Janeiro: Saraiva, 2009.
- Temas de Direito Constitucional, tomo IV. 1. ed. Rio de Janeiro: Renovar, 2009.
- O direito constitucional e a efetividade de suas normas: limites e possibilidades da Constituição brasileira. 9. ed. Rio de Janeiro-São Paulo: Renovar, 2008.
- O controle de constitucionalidade no direito brasileiro - Exposição sistemática da doutrina e análise crítica da jurisprudência. 3ª. ed. São Paulo: Saraiva, 2008.
- Direito constitucional contemporâneo. São Paulo: Saraiva, 2011.
- El neoconstitucionalismo y la constitucionalización del derecho. Universidad Nacional Autónoma de México, 2008.
- A reconstrução democrática do direito público no Brasil. 1. ed. Rio de Janeiro: Renovar, 2007.
- Constituição da República Federativa do Brasil anotada. 5ª. ed. São Paulo: Saraiva, 2006.
- O direito internacional contemporâneo: Estudos em homenagem ao Prof. Jacob Dolinger. 1. ed. Rio de Janeiro: Renovar, 2006 (Organizador, junto a Carmen Tiburcio)
- Temas de Direito Constitucional, tomo III. Rio de Janeiro-São Paulo: Renovar, 2005.
- Interpretação e aplicação da Constituição: fundamentos de uma dogmática constitucional transformadora. 5. ed. São Paulo: Saraiva, 2003.
- Temas de direito constitucional, tomo II. Rio de Janeiro-São Paulo: Renovar, 2003.
- Temas de direito constitucional, tomo I. 2. ed. Rio de Janeiro-São Paulo: Renovar, 2002.
- Direito constitucional brasileiro: o problema da federação. Rio de Janeiro: Forense, 1982.

### Principais artigos
- «Here, there and everywhere: human dignity in contemporary law and in the transnational discourse» (em inglês)
- Aqui, lá e em todo lugar: a dignidade humana no direito contemporâneo e no discurso transnacional
- Constituição, democracia e supremacia judicial: direito e política no Brasil contemporâneo
- A morte como ela é: dignidade e autonomia individual no fim da vida
- A americanização do Direito Constitucional e seus paradoxos: teoria e jurisprudência constitucional no mundo contemporâneo
- 20 anos da Constituição Brasileira de 1988: o estado a que chegamos
- Diferentes, mas iguais: o reconhecimento jurídico das uniões homoafetivas no Brasil
- Neoconstitucionalismo e constitucionalização do Direito (O triunfo tardio do direito constitucional no Brasil)
- Grandes transformações do direito contemporâneo e o pensamento de Robert Alexy